# Komogovina vára
Komogovina vára (horvátul: Utvrda Komogovina), vár Horvátországban, a Zrinyi-hegység területén.

## Fekvése
Komogovina falutól délnyugatra, az egykori pravoszláv monostor feletti 313 méteres magasságú Gradina nevű hegy tetején találhatók maradványai.

## Története
Komogovina várát 1429-től említik mint szomszédvári Tót László birtokát. Egy 1442-es oklevélben Frangepán Márton Kostajnica és Komogovina várait uradalmukkal együtt feleségének Lipovecki Ilonának adja majd később, annak halála után pert indít azok visszaszerzésére. Miután 1463 nyarán a török egész Boszniát megszállta megsokasodtak a térséget érő török támadások is. 1465-ben az addig Szerbiában török vazallusként élő Vuk Branković Mátyás király oldalára állt, és harcot kezdett a török ellen. Hálából a király nagy birtokokat adományozott neki a Száva két partján és Sziszek környékén. 1482-ben megszerezte Komogovina és Gradusa várait is. Amikor 1485-ben Branković meghal özvegye Frangepán Borbála Beriszló Ferenc horvát nemeshez megy férjhez. Beriszló halála után a Bánffyak és a Zrínyiek birtoka.
A török támadások ereje a 16. század közepén tovább fokozódott. Ezek útjában két jelentősebb vár állt a község területén, Prevršac és Komogovina. A közeli Kosztajnica vára már 1556-ban elesett, majd az 1577-es és 1578-as évek nagy harcaiban az egész térség török kézre került. A várak sorsáról a korabeli források eltérően tudósítanak. Az egyik szerint 1578-ban a török Zrint, Komogovinát és Pervšacot is lerombolta, míg mások szerint néhány várat maguk a Zrínyiek romboltak le, amikor látták a török túlerővel szemben nem tudják megvédeni őket. A karlócai béke után már romként említik.

## A vár mai állapota
A várnak a felszínen nem láthatók falai, csupán a terepalakzatok emlékeztetnek az egykori erődítményre.